# Ginòfor
El ginòfor o carpòfor, en certes plantes, és la tija on es disposa el pistil (part bàsica del gineceu) i l'eleva per sobre de les altres parts de la flor.
Els gèneres de plantes que tenen flors amb ginòfor inclouen Telopea i Brachychiton.
Les espècies del subgènere Rosidae com el Geum rivale, tenen flors amb ginòfor. També tenen ginòfor espècies com Cleome gynandra i les lleguminoses. A l'espècie Cleome longipes el ginòfor arriba a fer 30 cm de llargada. La forma del fruit de les espècies Rosidae està determinada pel ginòfor.
En el cacauet (Arachis hypogaea) el ginòfor s'allarga després de la fertilització fins a 4-7 cm i s'introdueix dins la terra.

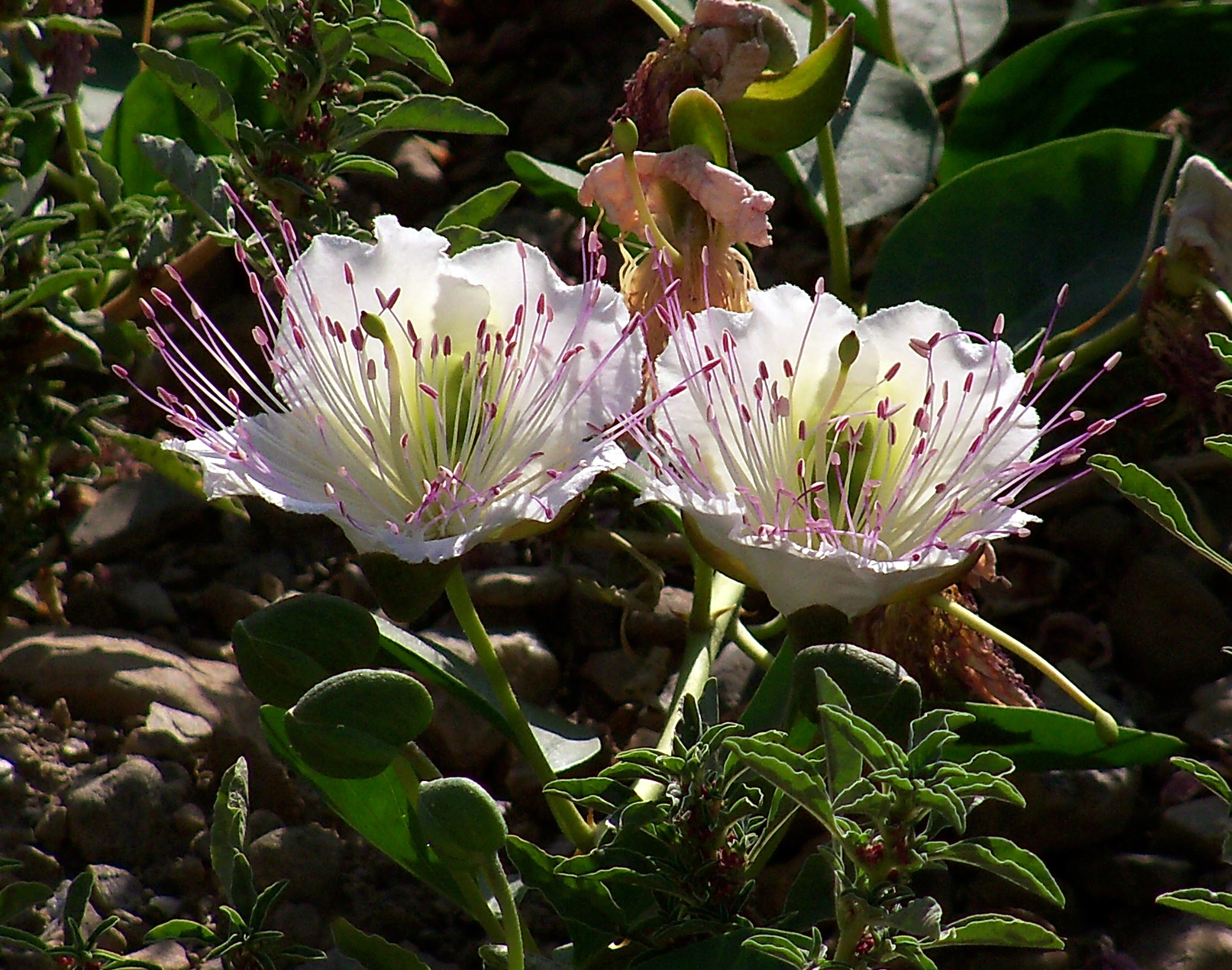
Flor de la taperera amb ginòfors
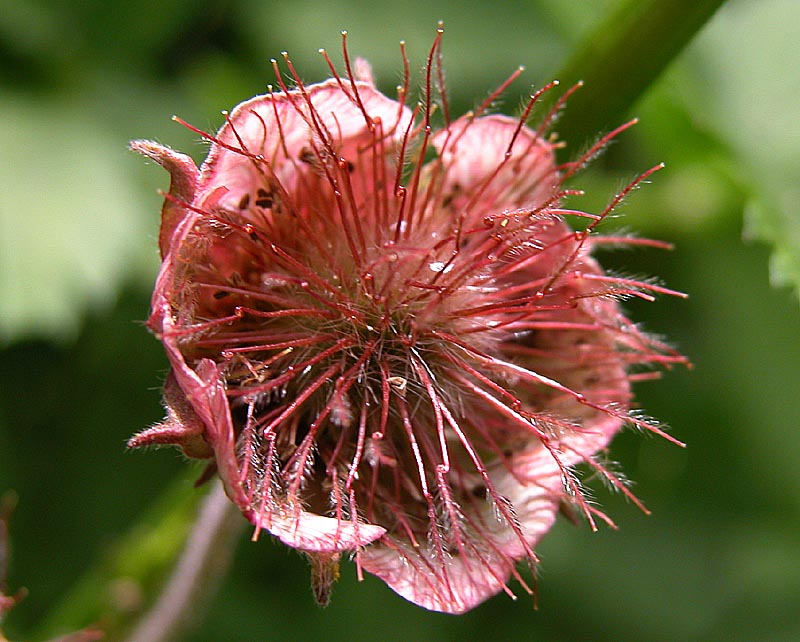
Geum rivale amb ginòfor
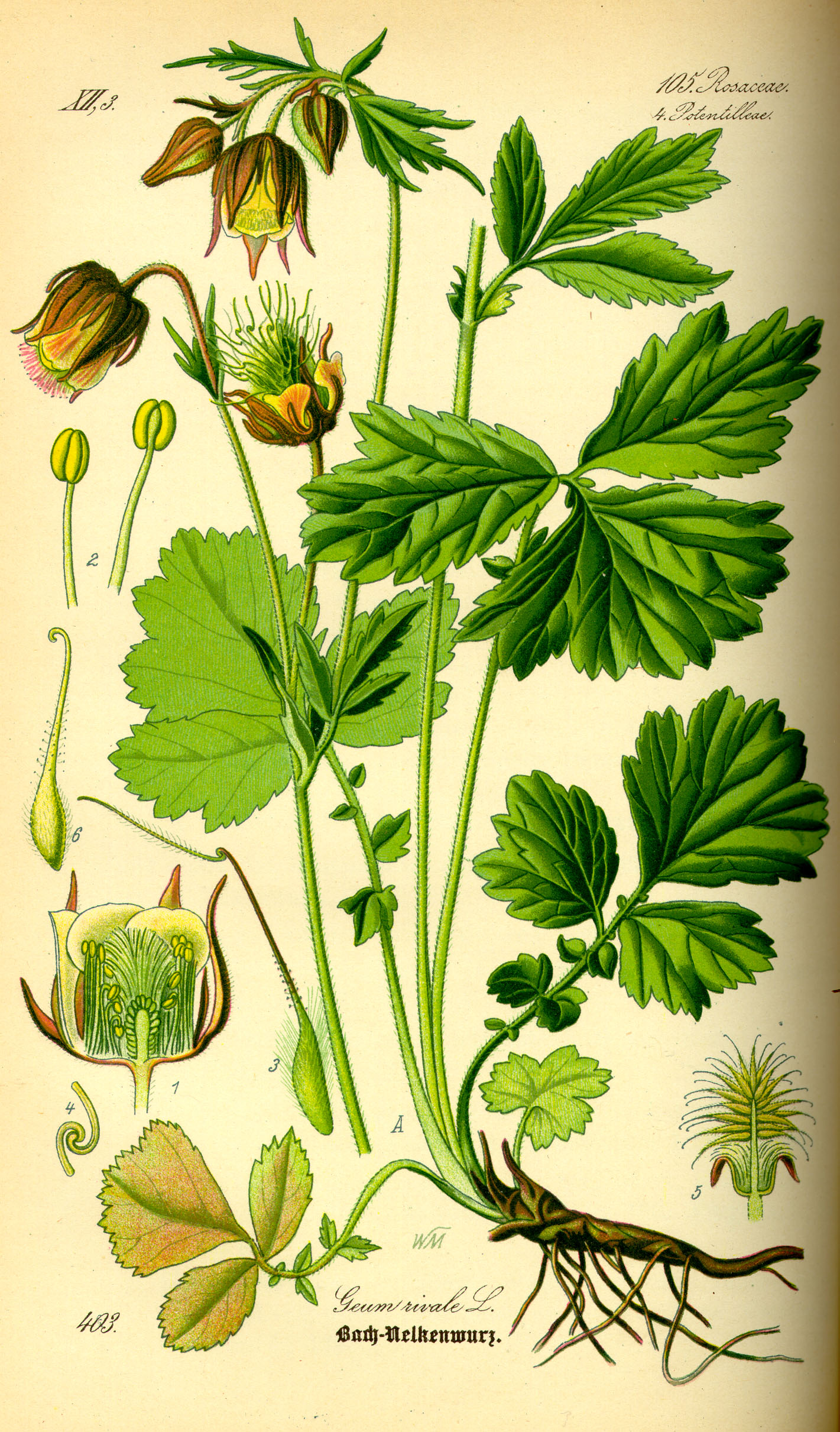
Il·lustració de Geum amb el ginòfor (nº 5).
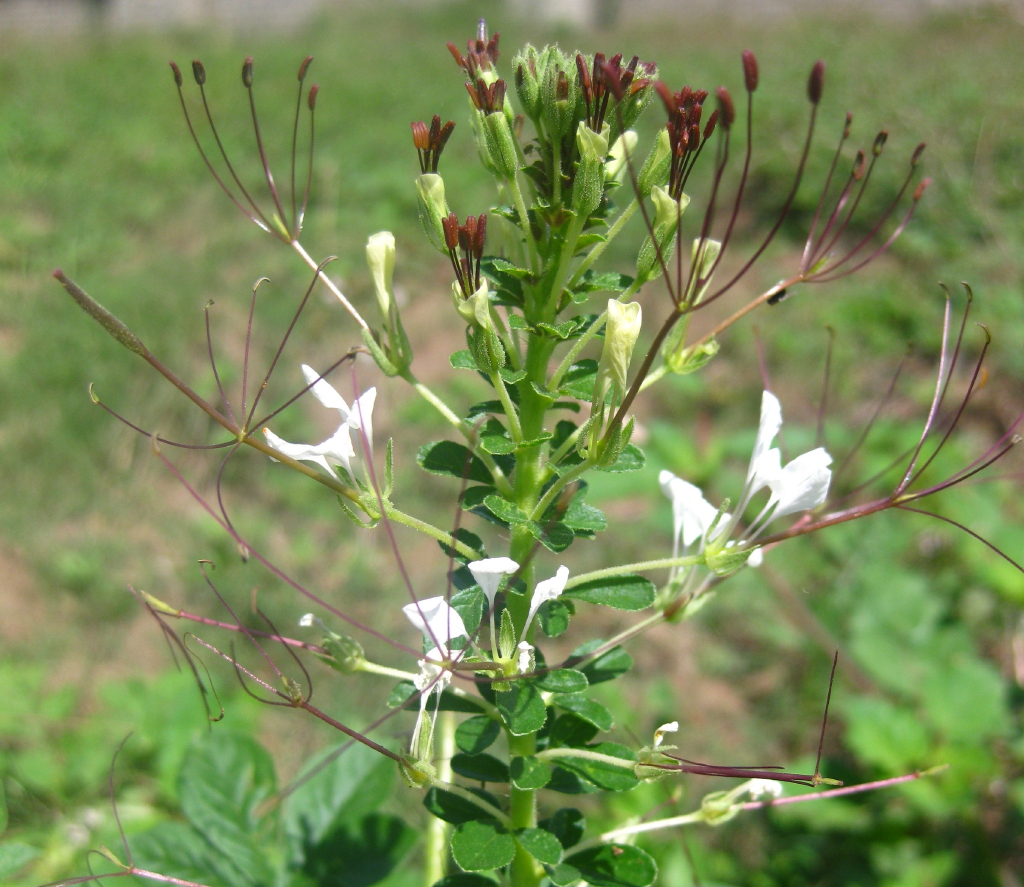
Cleome gynandra amb ginòfor